# Franz Zoller (Maler)
Franz Zoller (* 10. Februar 1726 in Gufidaun; † 4. März 1778 in Wien) war ein österreichischer Barockmaler.

## Leben
Franz Zoller war der Sohn des Gastwirts Anton Zoller und dessen Frau Elisabeth, geb. Kirin. Er ging bereits in jungen Jahren nach Wien, wo sein älterer Bruder Johann Baptist lebte. 1740 wird er in den Akten der Wiener Akademie erwähnt. Über seine Ausbildung ist nichts bekannt, vermutlich hat er zunächst in einer Malerwerkstatt mitgearbeitet. 1748 war er als Gehilfe Paul Trogers an den Fresken im Brixner Dom beteiligt. In den 1750er Jahren war er im Waldviertel tätig. 1760 reichte er sein Aufnahmestück, einen hl. Hieronymus, bei der Akademie ein, um wirkliches Mitglied zu werden.
Er starb unverheiratet und kinderlos 1778 in Wien.
Zoller schuf Altarblätter und Fresken für Kirchen in Wien und Niederösterreich.
Er gehört zur letzten Generation von Vertretern des maßgeblich von Paul Troger und Michelangelo Unterberger beeinflussten Wiener Akademiestils. Seine Werke sind sehr stark am Malstil Trogers orientiert, er zeigt insbesondere bei den Fresken kaum eine eigenständige malerische Entwicklung. Häufig übernahm er Motive aus Fresken Trogers.

## Werke

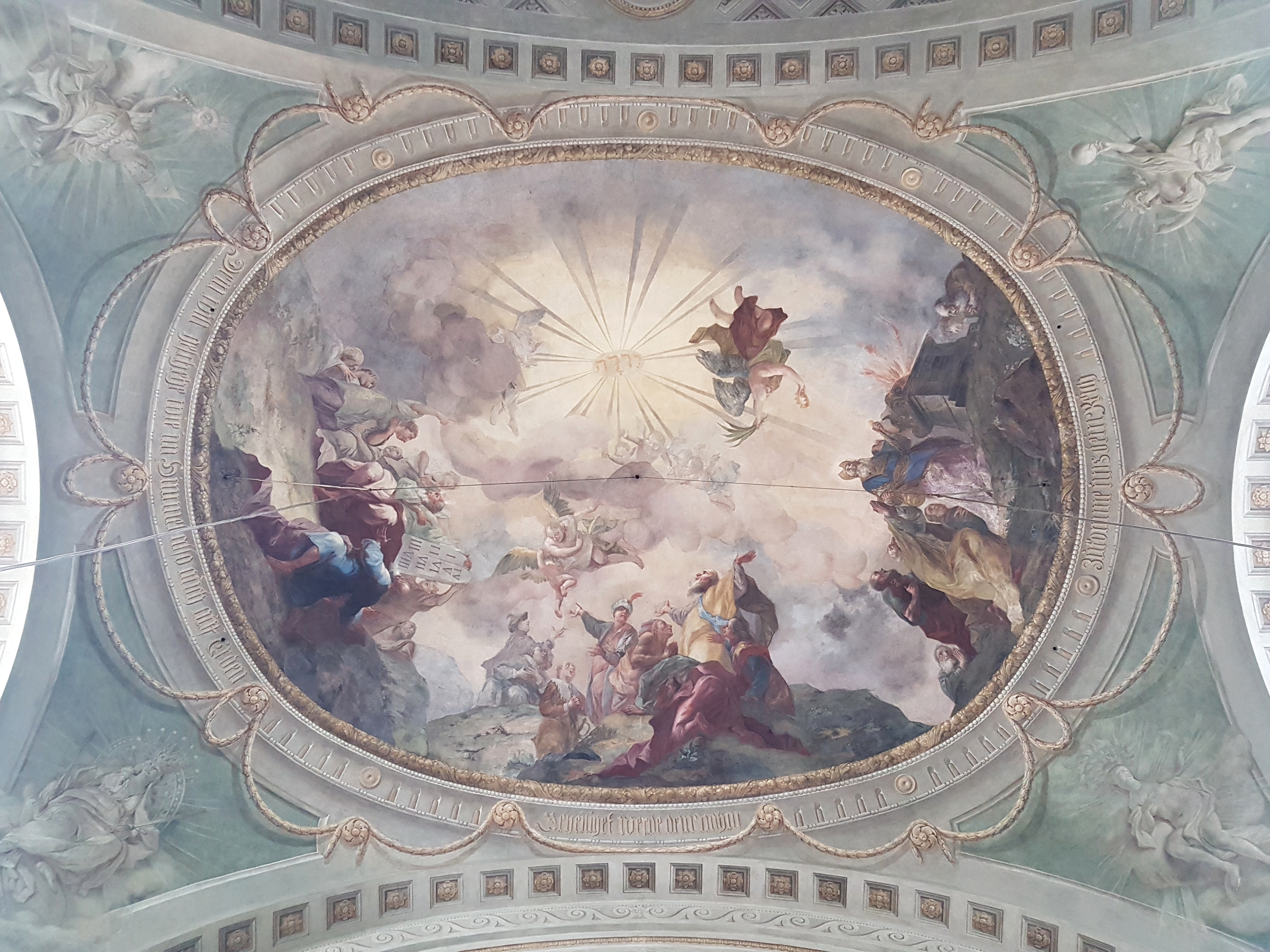
Deckenfresko Die Vater-Unser-Fürbitten IV-VII, Lichtentaler Pfarrkirche (1771/72)

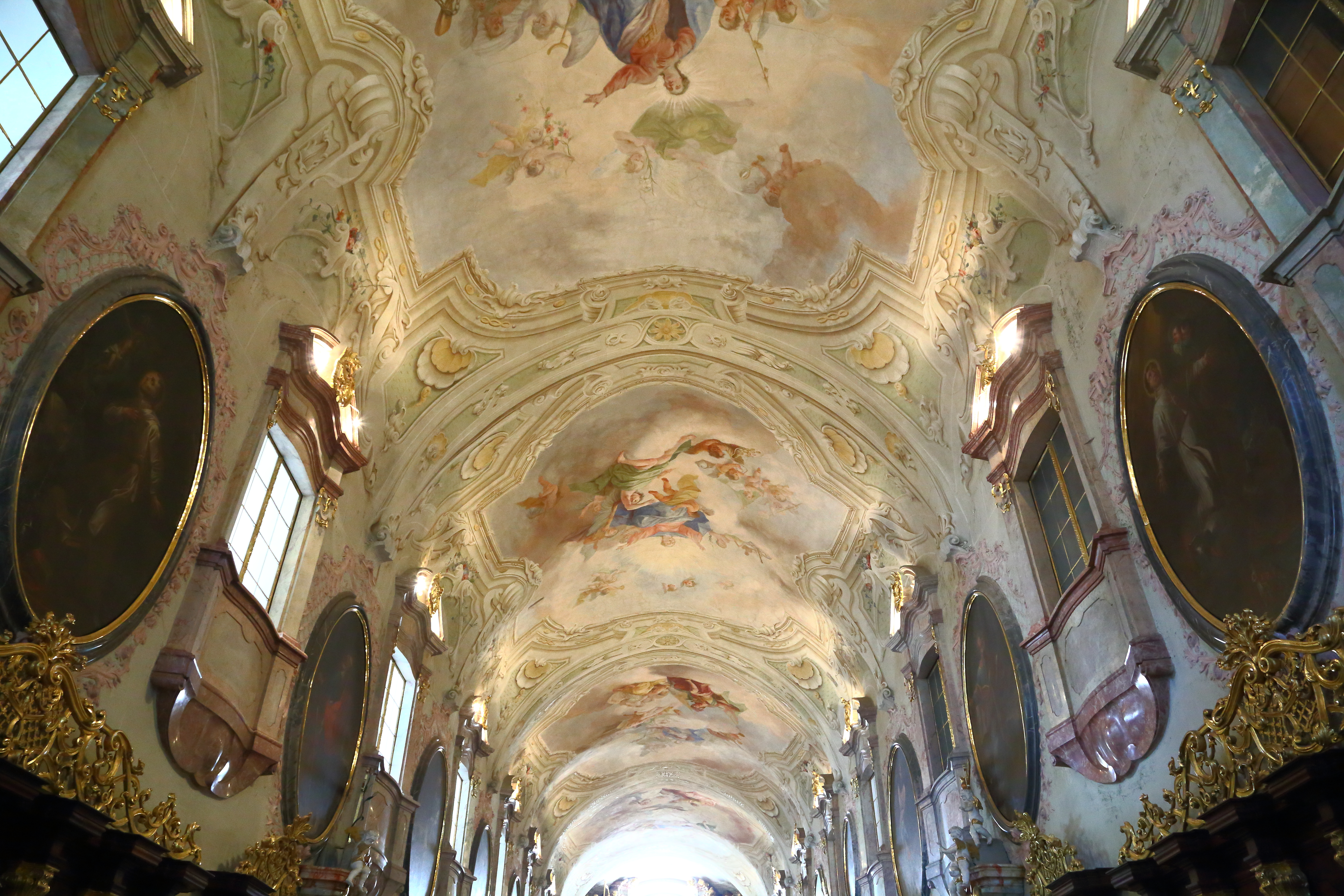
Fresken in der Stiftskirche Geras (1771)

- ehemaliges Hochaltarbild Verehrung der hl. Dreifaltigkeit durch den hl. Erhard, Pfarrkirche Mauer, Wien, nach 1751 (zugeschrieben)
- Seitenaltarbild Tod des hl. Josef, Neulerchenfelder Pfarrkirche, Wien, um 1754/55
- Hochaltarbild Steinigung des hl. Stephanus (zugeschrieben) und Seitenaltarbild Glorie der hl. Katharina, Pfarrkirche Weikertschlag an der Thaya, um 1755
- Hochaltarbild Geburt Mariae, Waisenhauskirche, Wien, 1770/71
- Deckenfresken zum Vater Unser, Hochaltarbild Vierzehn Nothelfer und Seitenaltarbild hl. Johann von Nepomuk als Fürsprecher der Armen und Kranken, Lichtentaler Pfarrkirche, Wien, 1771/72
- Freskenzyklus zur Lauretanischen Litanei, Stiftskirche Geras, 1771
- Gewölbefresken, Hochaltarbild hl. Jakobus, Seitenaltarbilder Beweinung Christi und hl. Anna lehrt Maria das Lesen, Pfarrkirche Fratting, um 1772
- Seitenaltarbild Heilige Sippe, Pfarrkirche Walkenstein, um 1775 (zugeschrieben)
- Deckenfresken mit Szenen aus dem Leben Johannes des Täufers, Pfarrkirche Blumau an der Wild, 1777